# 寿永二年十月宣旨
寿永二年十月宣旨（じゅえいにねんじゅうがつのせんじ）は、寿永2年（1183年）10月に朝廷から源頼朝に下された宣旨。頼朝に対して、東国における荘園・公領からの官物・年貢納入を保証させると同時に、頼朝による東国支配権を公認したものとされる。寿永の宣旨とも。

## 内容
この宣旨の原文を正確に伝えた史料は現存しないが、『百練抄』および『玉葉』がその要旨を今日に伝えている。
一方、『玉葉』にはより詳細な内容が記録されている。
寿永二年閏十月十三日条には小槻隆職からの伝聞として、次のように記されている。
さらに同月二十二日条には次のようにある。
また、延慶本『平家物語』巻8に宣旨原文と思われる箇所が残っている。
上記史料を総合すると、本宣旨は、
1. 東国における荘園・公領の領有権を旧来の荘園領主・国衙へ回復させることを命じる。
2. その回復を実現するため源頼朝の東国行政権を承認する

という2つの内容から構成されている。これについて佐藤進一は、前段の荘園公領回復令が本宣旨の主文であり、後段の頼朝への東国行政権委任令が付則の形態をとったであろうと推定している。このうち、特に後段の東国行政権の公認をめぐっては、鎌倉幕府成立の画期として積極的に評価する説と、独立した東国政権が朝廷へ併合されたのは後退であるとして消極的な評価を与える説とが対立している。（本宣旨に対する評価の詳細については、後述意義・評価節を参照）。
また、本宣旨が対象とする地域範囲についても、佐藤進一や石井進らが東海道・東山道全域とするのに対し、上横手雅敬は遠江・信濃以東の13カ国に限定されていたとする。

## 背景・経緯
寿永2年（1183年）7月、北陸道での敗戦により平氏が京を脱出すると、直後に源義仲軍が入京した。この時点で京の朝廷が直面した課題は、官物・年貢の確保であった。西走した平氏は瀬戸内海の制海権を握り、山陽道・四国・九州を掌握していたため、西国からの年貢運上は期待できなかった。また東国も、美濃以東の東海・東山道は源頼朝政権の勢力下におさめられ、北陸道は源義仲の支配下にあった（ただし、東山道に含まれている信濃は義仲の本拠地である）。これら地域の荘園・公領は頼朝あるいは義仲に押領されていたため、同じく年貢運上は見込めなかった。さらに義仲は入京直後、山陰道へ派兵して同地域の掌握を図っていた。8月・9月という収穫期を目前としながら、諸国の荘園・公領から朝廷・諸権門への年貢運上はほとんど見込めない状況にあったのである。
さらに、入京した源義仲軍が、京中および京周辺で略奪・押領をおこなっていたことも併せて、京の物資・食料は欠乏の一途をたどり朝廷政治の機能不全が生じ始めていた。（『玉葉』寿永二年九月三日条）
一方、源頼朝も大きな課題に対面していた。源義仲の入京直後に行われた朝廷の論功行賞では、頼朝による政治交渉が功を奏し、勲功第一は頼朝、第二が義仲、第三が源行家とされた（『玉葉』七月三十日条）が、義仲が受領（従五位下左馬頭・越後守）任官を果たした（『玉葉』八月十日条）のに対し、頼朝には本来の官位復帰すら与えられず、謀叛人の身分のままとされた。さかのぼって同年前半、常陸の源義広が反頼朝の兵を挙げ、同国の大掾氏や下野の藤姓足利氏（足利忠綱）らがそれに同調する動きを見せたが、頼朝はこの反乱を鎮圧したものの、北関東の情勢は頼朝にとって非常に不安定な状態に陥っていた。その後、源義広は義仲との連携を選び、ほどなく源行家も義仲と結ぶようになる。そして夏になり、義仲軍が北陸で平氏軍に相次いで勝利し、以仁王遺児の北陸宮を奉じて上洛を果たすと、近江源氏（山本義経）、美濃源氏（山田重澄）らのみならず、頼朝と連携を結び遠江にいた甲斐源氏の安田義定も義仲のもとへ続々と合流していった。この時点において、義仲の権威と名声は頼朝のそれをはるかに上回っていたのである。平氏家人打倒を共通の目的として頼朝麾下に集結した関東武士団連合も、本来的には所領をめぐり潜在的な対立関係にあったのであり、敵対勢力の排除や淘汰にともなって徐々に結合が弱まり始めていた。元木泰雄は、こうした中で義仲が目覚しい活躍をみせたことは、頼朝政権が崩壊する可能性さえもたらしかねなかったとする。
上記の状況下において、頼朝は政治的な窮地に立たされ、危機感を強く抱いた。上横手は、頼朝の対朝廷外交の主眼は、頼朝が源氏の嫡宗であること、そして唯一の武家棟梁であることの2点を朝廷に公認させることだったと指摘している。7月末に頼朝が勲功第一と評定されたことはその外交方針による成果だといえるが、その後の状況は、義仲に優越しようとする頼朝外交があえなく失敗したことを物語っている。
ここで頼朝政権内部の状況にも目を向けると、平広常（上総広常）ら有力関東武士層には東国独立論が根強く存在しており、頼朝を中心とする朝廷との協調路線との矛盾が潜在していた。前者は以仁王の令旨を東国国家のよりどころとしようとし、後者は朝廷との連携あるいは朝廷傘下に入ることで東国政権の形成を図る立場であった。この2路線の相克が、爾後、頼朝政権が退勢を挽回する上で重要となってくる。
物資の確保を狙う朝廷側（後白河院）と、義仲に優越する必要に迫られていた頼朝側との間で、9月ごろから交渉が開始した。まず後白河院から頼朝へ何らかの要請がなされたとされるが、その内容を明らかにする史料は残されていない。後白河院からの要請に対して、頼朝は3か条からなる回答を示している。1点目は神社仏寺へ勧賞を行うこと、2点目は院宮王臣家以下の荘園を本所の領有に復帰させること、3点目は斬罪の寛刑特令を発布すること、であった（『玉葉』十月四日条）。佐藤進一は、後白河院の真の狙いは国衙支配の回復であったろうが、頼朝の回答は荘園領有権の回復に言及しているのみであり、国衙支配の回復には触れていないことから、国衙支配の回復が重要な外交カードになっていたと指摘する。また、佐藤は、寛刑特令発布について、義仲による平氏残党掃討を牽制する意図があったと考えている。
10月中旬に至って交渉は妥結した。朝廷から下されたその宣旨は、東海・東山両道の荘園・公領の領有権を回復させることと、それに不服の者については頼朝へ連絡し「沙汰」させる、という2つの内容を有していた（詳細は上記「内容」節を参照）。前段は朝廷側の要求の実現であり、後段は頼朝側の要請が承認されたものと解されている。後段に現れる「沙汰」の意味するところについては様々な議論があるが、佐藤進一が提示した「国衙在庁指揮権」とする見解が有力である。佐藤は、朝廷が求めていた東国における国衙支配の回復が宣旨の前段にて示されたことは、頼朝の譲歩だといえるが、後段において実質的な国衙在庁指揮権が頼朝の権利として公認されたのだとした。
頼朝は、義仲に対する優越を確実にするため、宣旨の対象地域に北陸道を加えるよう朝廷へ要請していた。折りしも義仲は西走した平氏追討のため、10月初頭から播磨へ出陣しており、京に不在であったが、義仲を恐れた朝廷は北陸道を宣旨から除外した。山本幸司は、この点に頼朝と義仲を両天秤にかける後白河院の政治的意図があったとする。これに対して河内祥輔は3ヵ条の回答の冒頭に京攻めについて神仏の功徳のみを述べて義仲の功績を全否定していることを挙げ、頼朝の要請した対象地域には現在義仲が軍事的に占領している全地域すなわち京都を含めた畿内一帯も含まれていたが、北陸道の除外によって畿内も当然除外されたとする。宣旨の発布を知った義仲は激しく怒り、後白河院に対し「生涯の遺恨」とまで言うほどの強い抗議を行っている（『玉葉』閏十月二十日条）。
宣旨の発布と同時に、頼朝は配流前の官位である従五位下右兵衛権佐に叙せられ、謀叛人の立場から脱却した。元木泰雄は、この時点で頼朝は王権擁護者の地位を得たとし、宣旨による頼朝の最大の成果は、東国行政権というよりも王権擁護者の地位だったとの見解を示している。本宣旨を獲得したことにより、頼朝政権は対朝廷協調路線の度合いを強めた。それまで頼朝は、朝廷が使用していた寿永年号を拒み、治承年号を使用し続けていたが、宣旨発布の前後から寿永年号を使用し始めている。その一方で、幕府内の東国独立論は大きく後退していった。東国独立論を強く主張していた平広常が同年12月に暗殺されたことは、頼朝政権の路線確定を表すものと考えられている。
頼朝は宣旨施行のためと称して、源義経・源範頼ら率いる軍を京方面へ派遣した。軍は11月中旬までに伊勢へ到達している。

## 意義・評価
前述したとおり、本宣旨の意義をめぐってその評価は分かれている。
- 本宣旨を積極的に評価する立場には、佐藤進一・石母田正・石井進らがいる。
  - 佐藤は、本宣旨により頼朝は既存の国家権力である朝廷から公権（東国行政権 = 国衙在庁指揮権）を付与され、この公的権力との接触により一つの国家的存在、すなわち東国国家 = 鎌倉幕府が成立したとする[12]。ここに、本宣旨が鎌倉幕府成立の重要な画期として位置づけられることとなった。
  - 石母田は、幕府が大きな権限を得たことを認めている。
  - 石井進は、本宣旨は頼朝に大きな行政権を与えたのであり、その実質上の効果は極めて大きかったとしている[13]。
- これに対し石井良助は、荘園公領を本主・国司へ返還させることが宣旨の主目的だったと唱えた[14]。佐藤は、自身に利益のない宣旨を頼朝が施行するはずがないとして、石井良助の論に反駁した。
- 上横手雅敬は、一時的に東国を失った朝廷（公家政権）が本宣旨によって東国を回復したのであり、独立した権力を構築しつつあった東国政権は朝廷に併合され、その権力を大きく後退させたとし、本宣旨は朝廷による東国政権併合条約だったとみる。上横手は、本宣旨によって、東国政権 = 鎌倉幕府が朝廷へ軍事的奉仕するという体制が構築され、同じく朝廷に軍事的奉仕する義仲に優越するため、頼朝は源氏嫡宗の地位の公認を得ようとしていたのだとしている[5]。
- 元木泰雄は、頼朝の実効支配地は南関東周辺のみであり、宣旨の効力はさほど発揮されなかったとする。頼朝が本宣旨で目的としたのは、東国支配権の確立よりも、義仲に優越して京武者や地域的軍事権力の担い手を組織化することだったとしている[4]。
- 河内祥輔は東国独立論の存在を否定（平広常の個人的意見でしかないと）する立場から、頼朝の立場を平家政権の支配からの独立とそれに代わる朝廷との関係構築を求めて、一貫して後白河法皇との直接交渉を望んだ点を重視する。以仁王の令旨の文中に王自らの即位について触れているために、京都では以仁王の挙兵が後白河－高倉系統からの皇位簒奪のための謀叛行為と受け取られていることを知り、以仁王の令旨に代わる挙兵の正当性を朝廷に求め、同時に令旨を正当とみなしている義仲がいずれ朝廷と対立することを予想して、3カ条の回答で皇位継承を含めた現状の朝廷秩序を支持するとともに暗に義仲討伐の許可を求めたとする[10]。

このように、本宣旨に関する評価は必ずしも一定しておらず、鎌倉幕府の成立史上における重要な画期とする一般的な理解に対しても、異論が唱えられている。
21世紀に入ってからは新たな視点からの議論が展開しつつある。
- 近藤成一は、従来の議論は国家権力が単一であることを前提としているが、その前提を捨てて、国家権力の並存・対立を視野に入れるならば、鎌倉幕府の成立は朝廷から権限を受権したか否かに必ずしも関係しないとした[15]
- 本郷和人は、頼朝は本宣旨によって権限や優越的地位を得たのではなく、既に実力で獲得していたものに宣旨の追認を受けたのではないかとしている[16]。